# Кара-Якуповська сільська рада
Ка́ра-Яку́повська сільська рада (рос. Кара-Якуповский сельский совет) — муніципальне утворення у складі Чишминського району Башкортостану, Росія. Адміністративний центр — село Кара-Якупово.

## Населення
Населення — 1496 осіб (2019, 1486 у 2010, 1411 у 2002).

## Склад
До складу поселення входять такі населені пункти:
| Населений пункт         | Населення, осіб (2002) | Населення, осіб (2010) |
| ----------------------- | ---------------------- | ---------------------- |
| Бабиково, присілок      | 147                    | 153                    |
| Горний, село            | 703                    | 712                    |
| Новоабдуллино, присілок | 113                    | 108                    |
| Кара-Якупово, село      | 448                    | 513                    |